# ユングフラウ

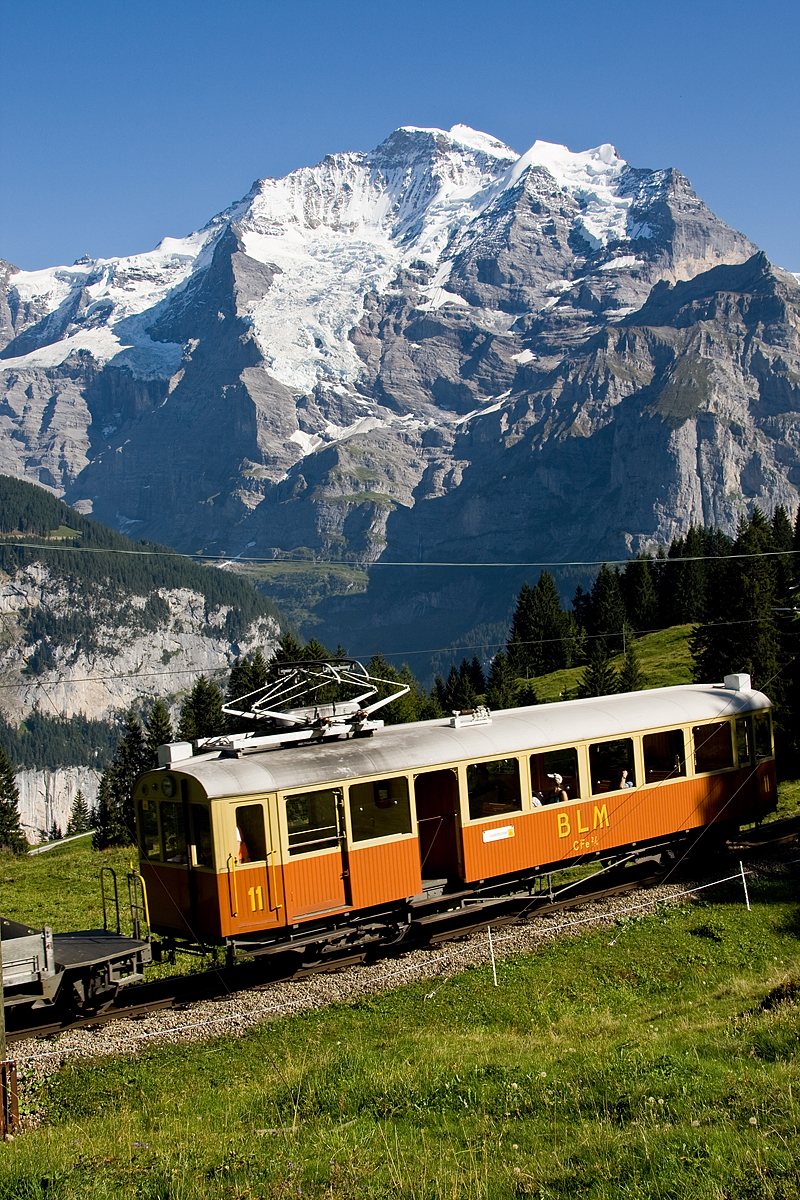
ミューレンから見たユングフラウ

ユングフラウ（独: Jungfrau  ｢乙女｣「処女」の意）は、スイスベルン州のベルナー・オーバーラント地方にあるアルプス山脈の山で、ユングフラウ山地の最高峰である。

## 概要
ユングフラウは同じ山地の他の2つの高峰であるアイガー・メンヒとともに、「オーバーラント三山」「ユングフラウ三山」と呼ばれている。
初登頂は、アーラウ在住のメイヤー兄弟によって1811年に成し遂げられた。かつては登るのが難しい山であったが、現在はユングフラウ鉄道（全長9.3km）のラック式鉄道が標高3,454mのユングフラウヨッホ駅まで運行している。この駅はヨーロッパで最も高い位置にある鉄道駅である。ヨッホとは山のピークとピークの間の鞍部を意味する。

## ルート
グリンデルヴァルトやラウターブルンネンからヴェンゲルンアルプ鉄道を利用して、クライネ・シャイデック駅でユングフラウ鉄道に乗り換えユングフラウへ向かう。クライネ・シャイデックを出発すると直ぐにアイガーの東側からアイガー、メンヒを貫くトンネルに入る。ここから先は終点までトンネルである。列車は北壁の内側を通過している途中のアイガーヴァント（Eigerwand：アイガーの絶壁）という北壁の裏にある高さ1m幅8mほどの展望用の窓において一度停車する。この窓はトンネル工事の際の土砂の排出や、登山者の救助のアクセスポイントとしても使用されてきた場所である。ここでは5分ほど停車するため、列車を降りて窓の外の景色を見ることができる。その後トンネルは西に向きを変えユングフラウに向かう。ユングフラウヨッホ駅に着く前に2度目の停車がある。ここでは、窓からアイスメア（Eismeer：氷の海）を見ることができる。2回の停車時間を含めてクライネ・シャイデックからユングフラウヨッホまでの時間は50分ほどであり、帰りの時間は35分ほどである。
トンネルの全長は約7km、勾配は最大で250‰（パーミル：25%）である。1898年から1912年にかけて作られた。

## ユングフラウヨッホ周辺
ユングフラウヨッホ駅のメンヒよりの場所には、トンネルを含む大きな建物ができている。そこにはスフィンクス展望台や、ホテル、「The Top of Europe」を始めとする2つのレストラン、小規模な映画館、スキー教室などの他にも、氷の彫刻のコレクションなどもある。トンネルは建物の外の雪原へと続いており、アレッチ氷河などへ徒歩で行くことも可能であり、氷河ではスキーを楽しむこともできる。

## ギャラリー

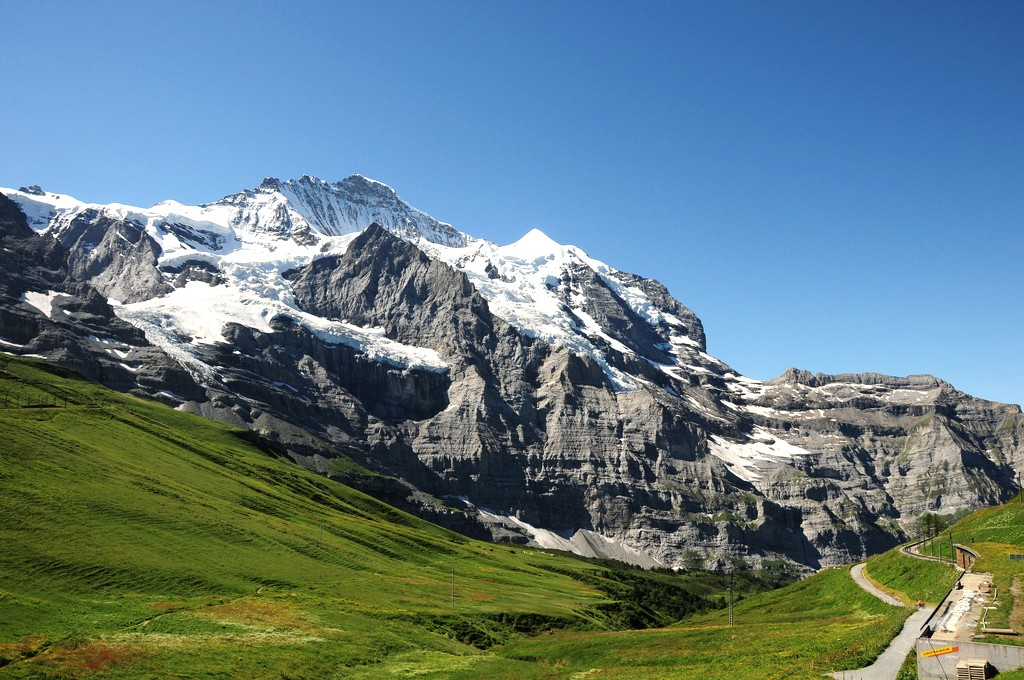
夏のユングフラウ
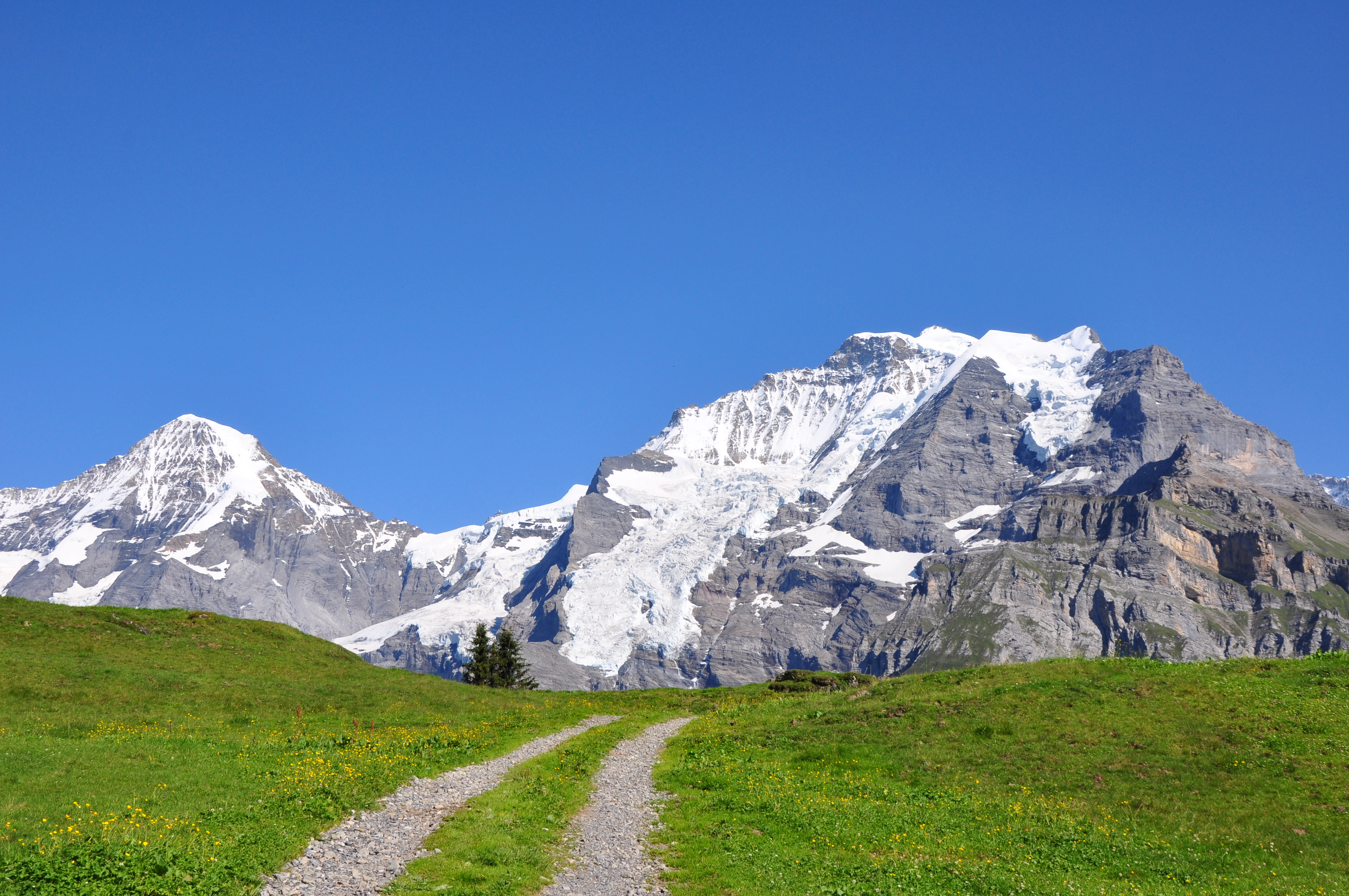
メンヒとユングフラウ
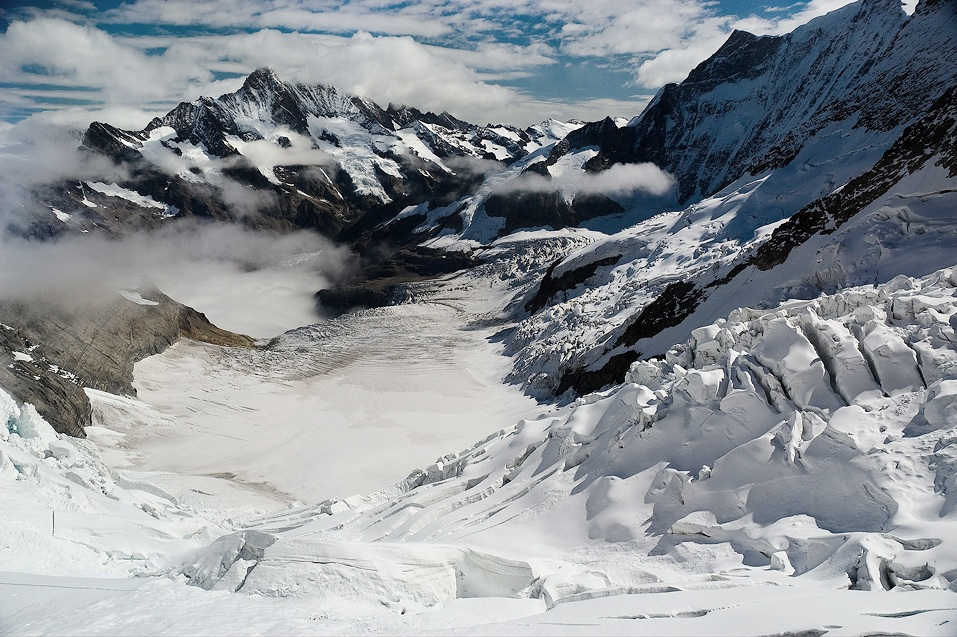
ユングフラウ鉄道の2度目の停車で見られるアイスメア(Eismeer 氷の海)
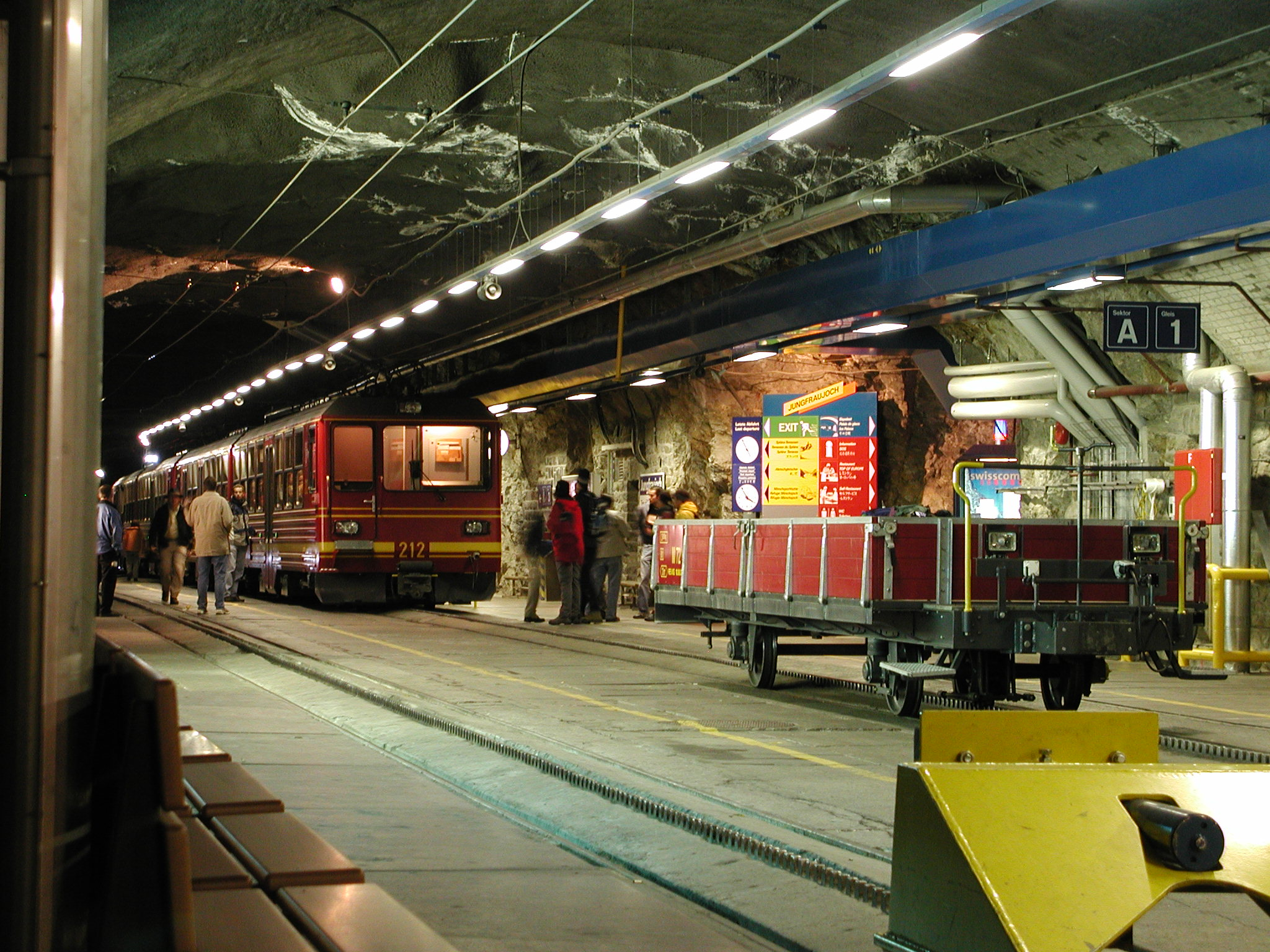
ユングフラウヨッホ駅
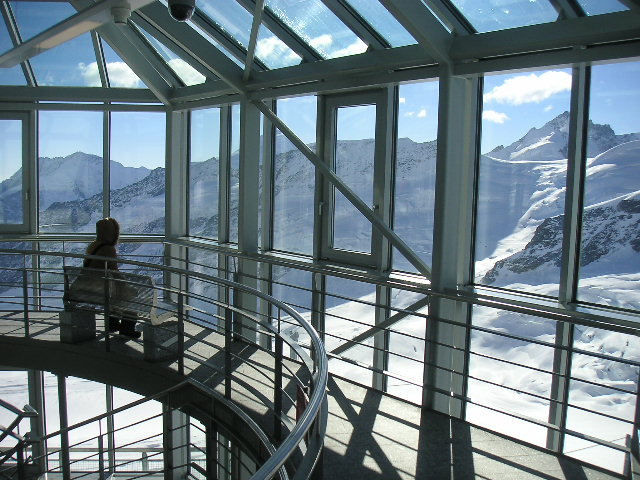
スフィンクス展望台の内部
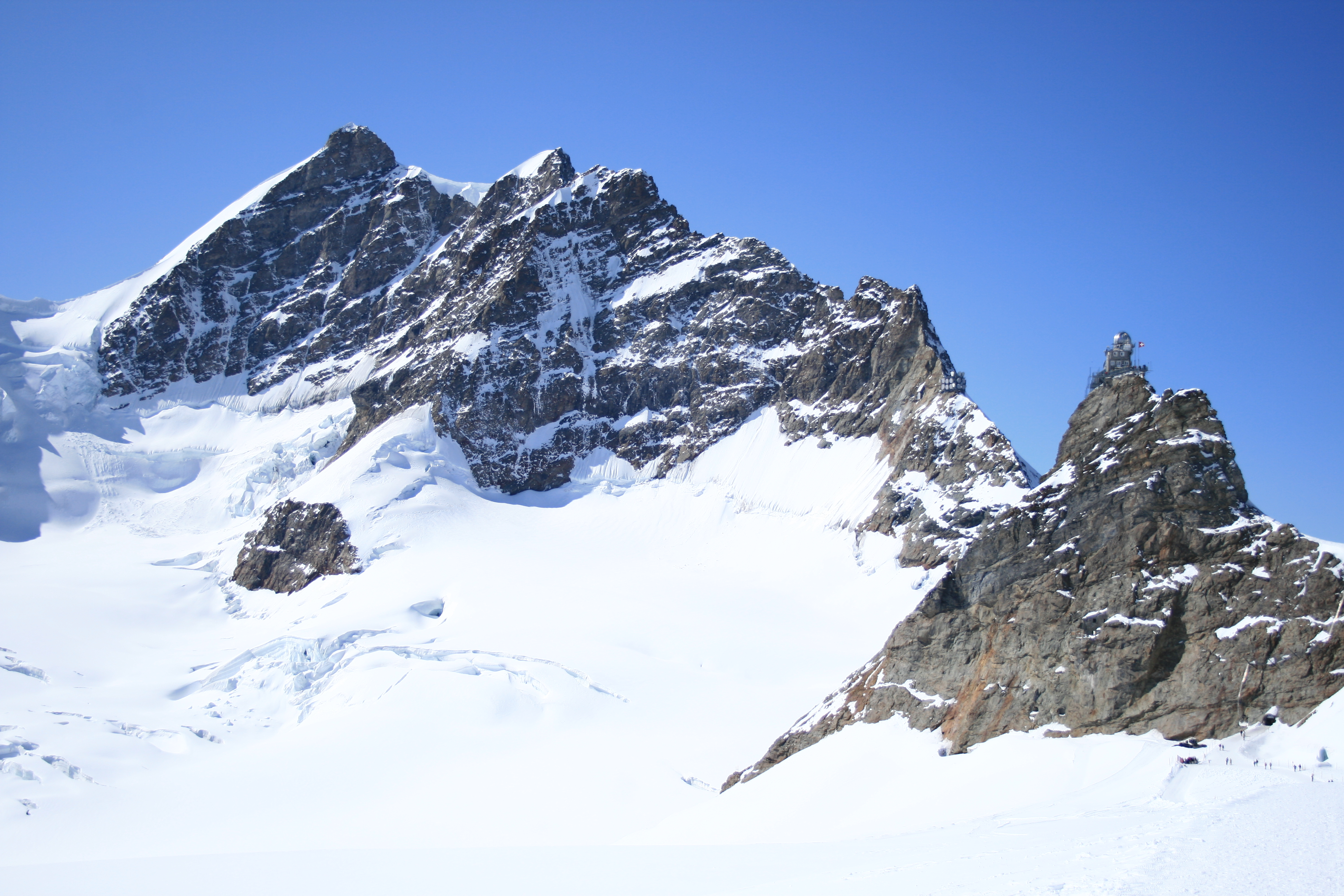
ユングフラウヨッホから見たユングフラウの頂上、右はスフィンクス展望台
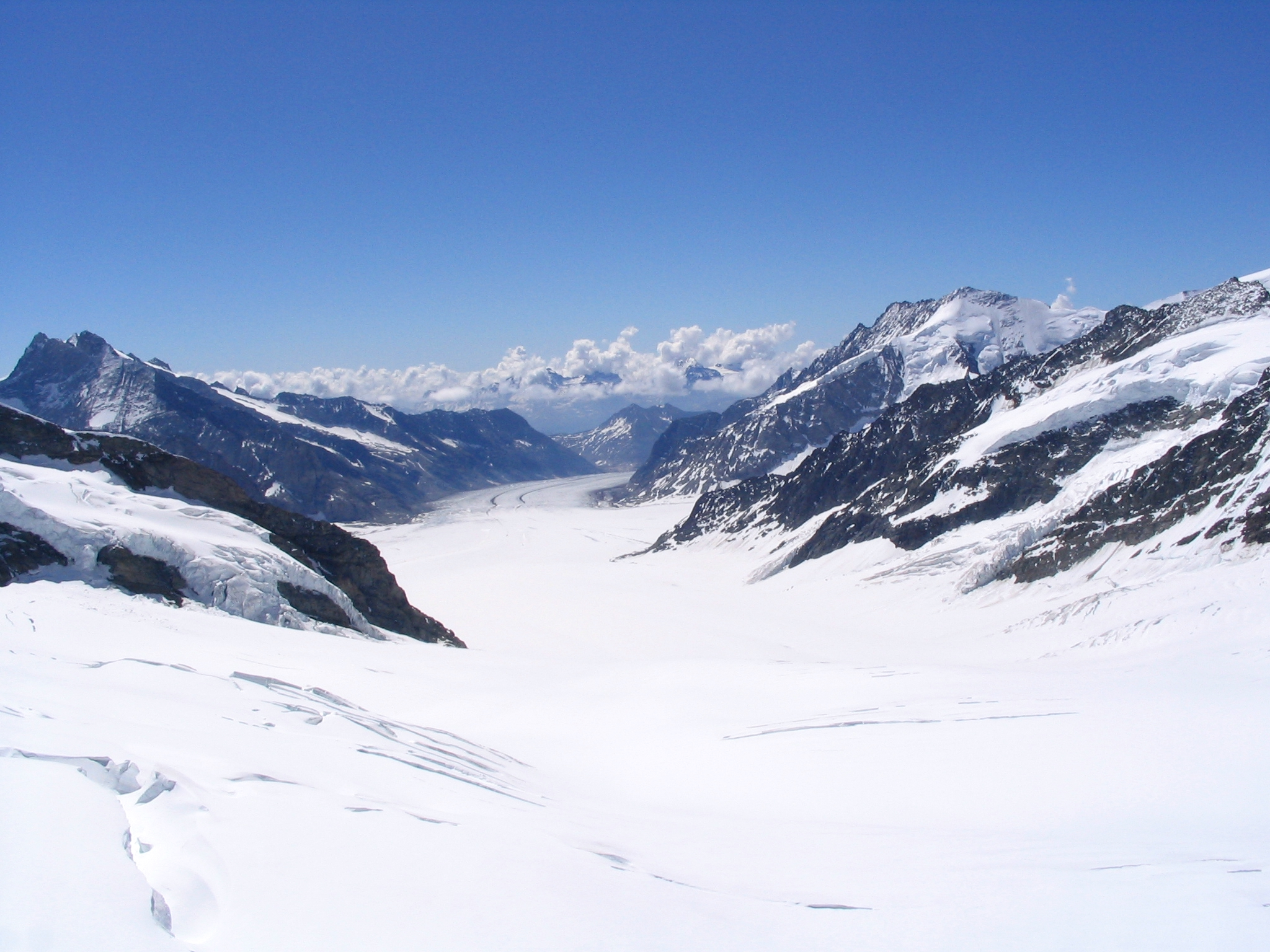
ユングフラウヨッホから見たアレッチ氷河
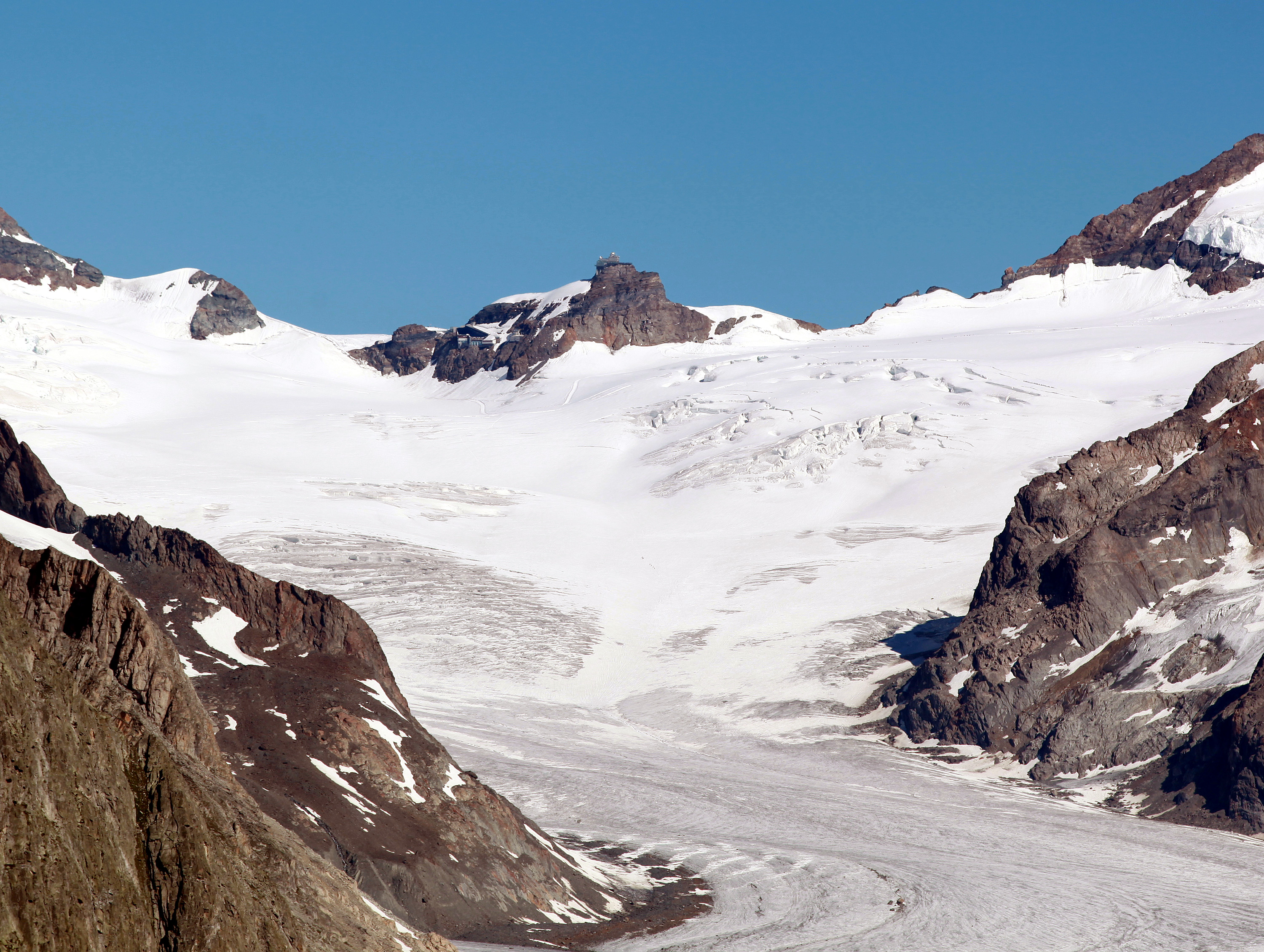
アレッチ氷河の下流から見たユングフラウヨッホ、スフィンクス展望台が中央の岩の上に見える
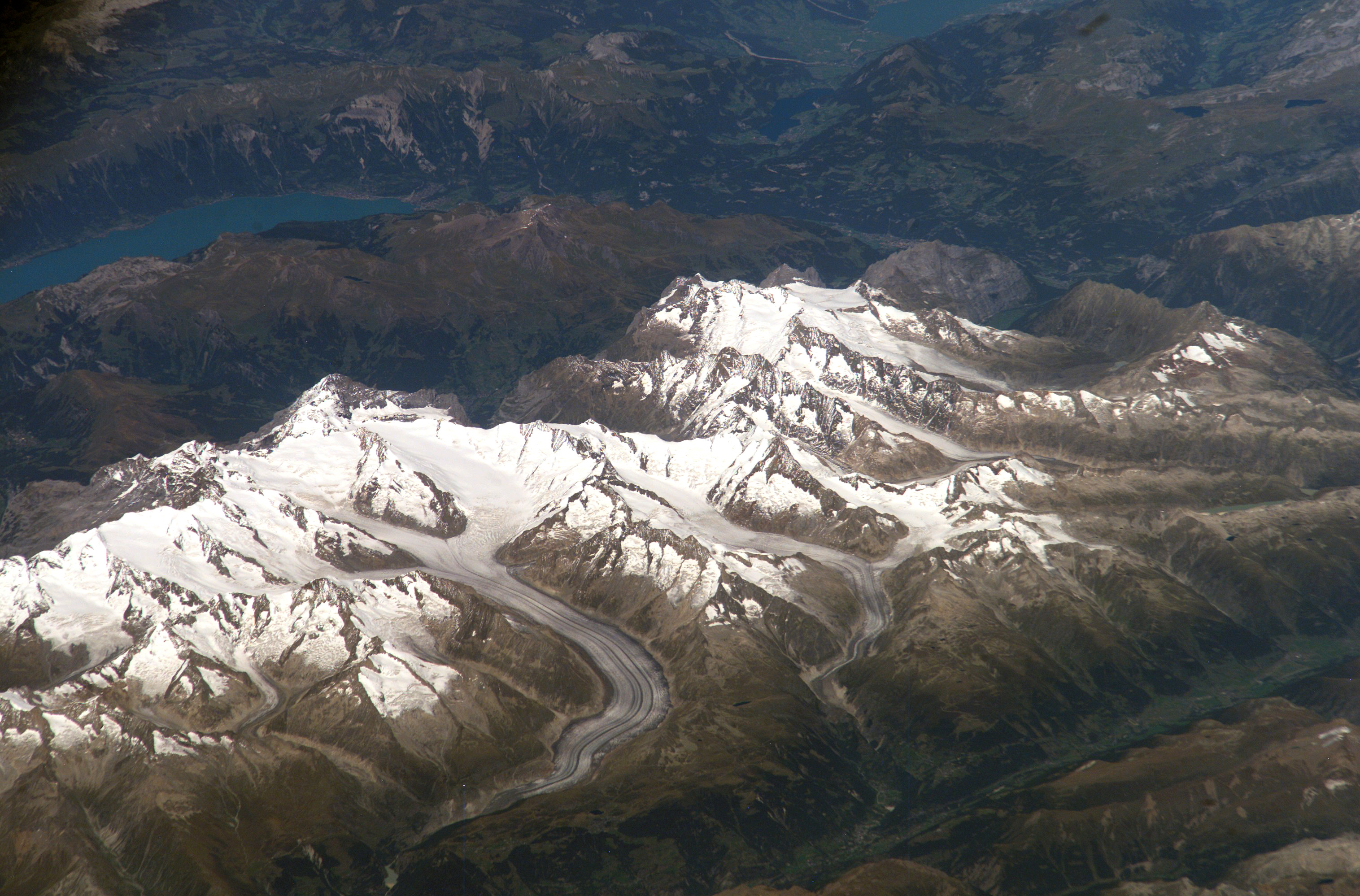
国際宇宙ステーションから見たアレッチ氷河(右)と周辺の山々